# Vester Vedsted

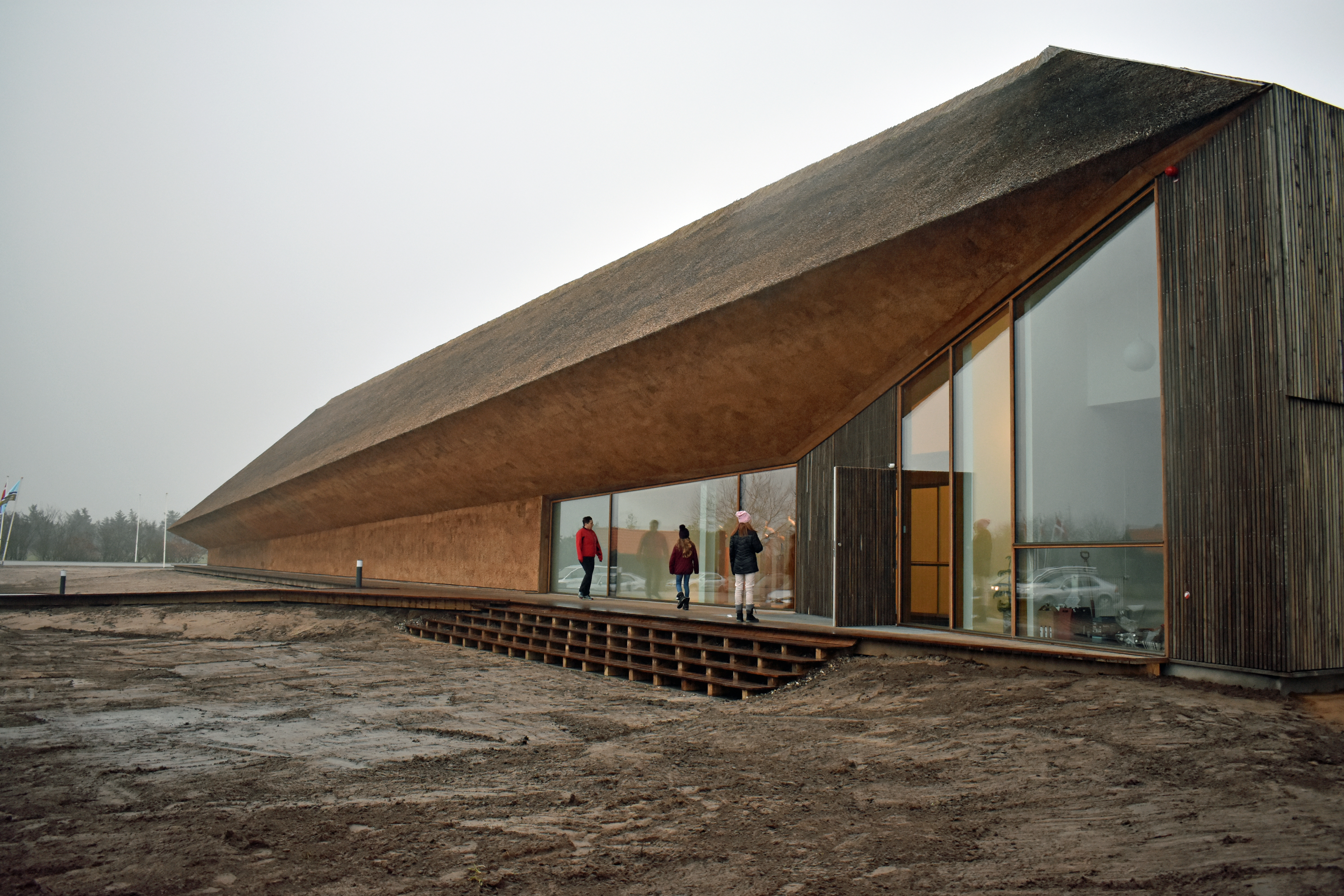
Vadehavscentret

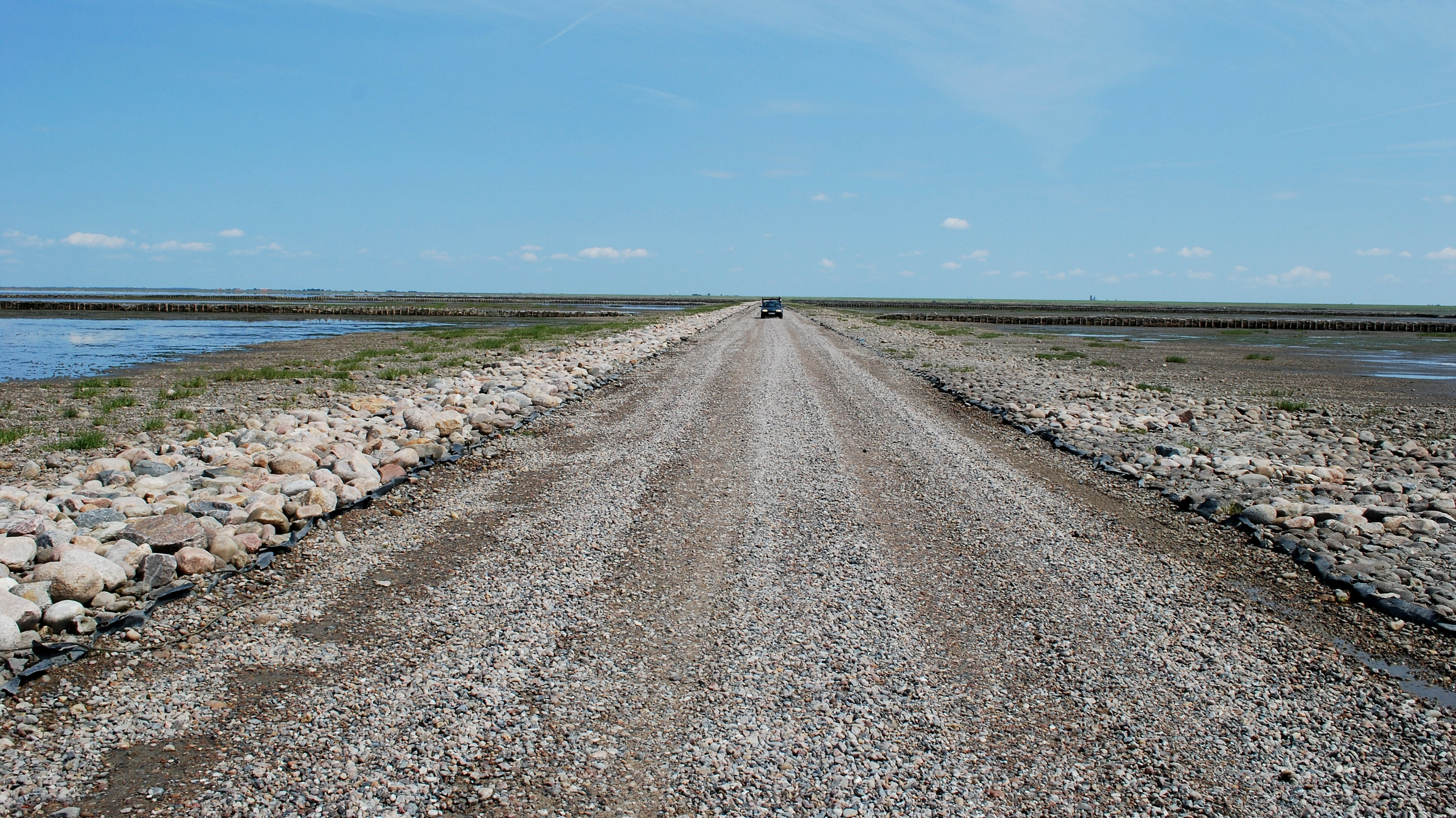
Låningsvejen från Vester Vedsted till Mandø

Vester Vedsted år en tätort i Esbjergs kommun i Region Syddanmark i Danmark med 301 invånare (2023). Vester Vedsted ligger vid Vadehavet, tio kilometer sydväst om Ribe. 
Namnet Vedsted är känt från 1240, då orten kallades Withstedt, och 1288 Vitthæstæth. Det betyder skog, eller bebyggelse i skogen.
Orten ingår i Vadehavets Nationalpark och är placering för Vadehavscentret och utgångspunkt för fordonstrafik på Låningsvejen till Mandø. Låningsvejen är en grusväg, som ligger på en låg vägbank på havsbotten. Den var tänkt som en arbetsväg, men är numera en allmän väg. 
Vester Vedsteds kyrka, som är från 1100-talets senare del, ligger på en landholme i ortens östliga del. Den har en bredvidliggande prästgård från 1783.

## Historik
Vester Vedsted var en så kallad blandad socken med jord som var fördelad mellan kungariket Danmark och hertigdömet Slesvig, men som överväganden hade mark i dansk ägo. Den slesvigska delen låg under Haderslevhus och den danska under Riberhus.
Efter dansk-tyska kriget 1864 blev Vester Vedsted en gränssocken. Nära Vester Vedsted, på gränsen mellan Tyskland och Danmark anlades 1887 två lika järnvägsstationer, som fick namnet Vedsted-Hvidings station. Mellan de två stationsbyggnaderna markerades gränsen med ett lågt järnstaket. Efter den återförening, som 1920 följde Folkomröstningen om Slesvig, förlorade stationen sin mening, varefter 1923 de tidigare stationsbyggnaderna omvandlades till Statshospitalet i Vester Vedsted och Amtssygehuset vid Ribe och 2007 blev Psykiatricenter Vest Ribe.